# Islam en Ucrania
La mayoría de los musulmanes en Ucrania son de etnia tártara de Crimea y vive en la península de Crimea.

## Historia de los musulmanes en Ucrania

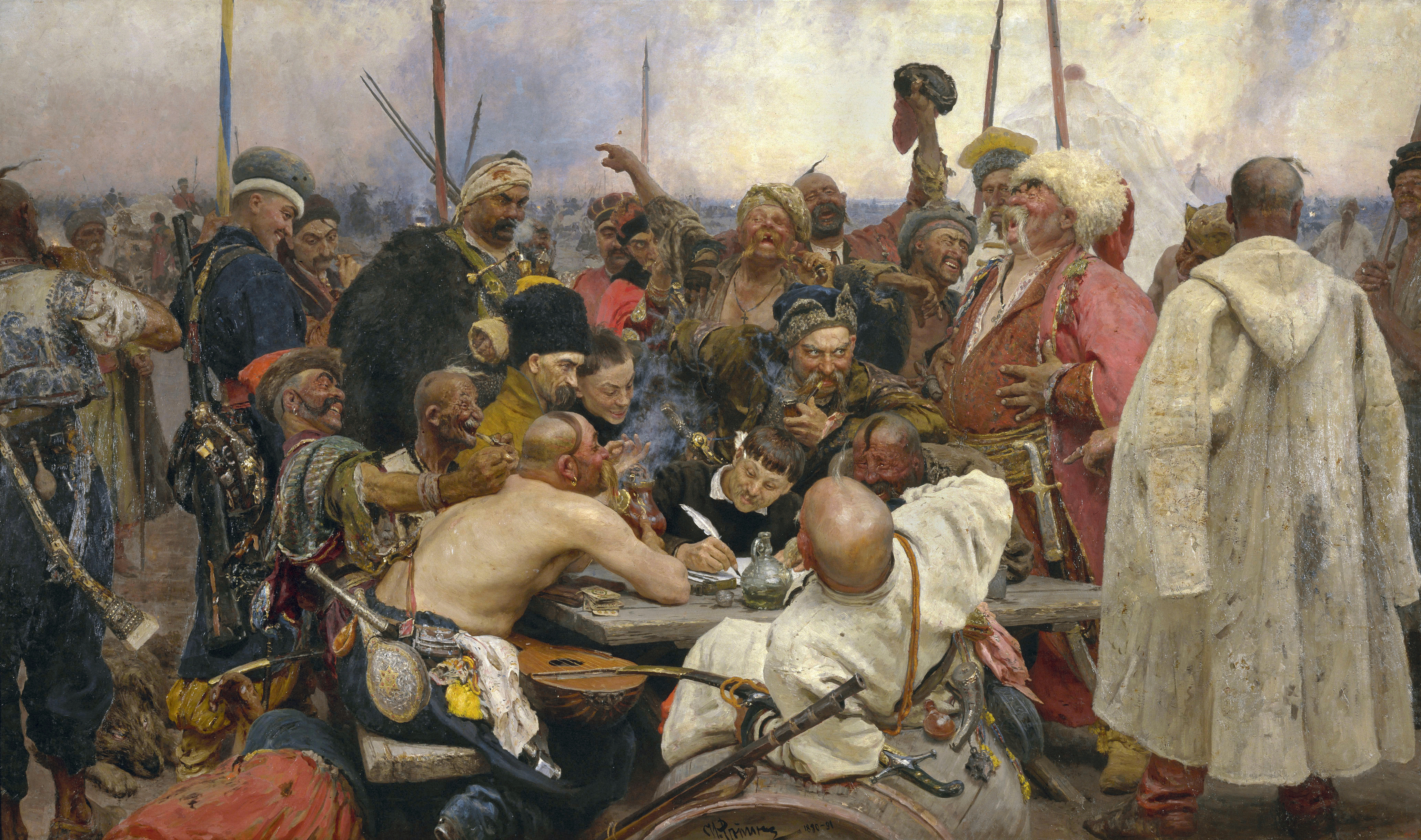
En 1676 los cosacos de Zaporozhia todavía rechazaban la soberanía del sultán Turco, pero en 1711, uno de sus starshina, Pilip Orlik, se hizo musulmán..

Mientras los ucranianos étnicos son predominantemente cristianos ortodoxos, los musulmanes han vivido principalmente en las regiones meridionales del territorio moderno del país, especialmente en Crimea.
En el siglo XV un estado conocido como el Janato de Crimea fue establecido por los tártaros de Crimea, descendientes túrquicoparlantes de pueblos túrquicos y otros no túrquicos que habían colonizado el territorio desde el siglo VII.
El Janato pronto perdió su soberanía y cayó bajo la influencia del Imperio otomano, siendo regido por gobernantes locales tributarios con un grado significativo de autonomía. Entre los siglos XV y XVIII, los tártaros de Crimea saquearon frecuentemente las tierras eslavas orientales para capturar esclavos, esclavizando alrededor de tres millones de personas, predominantemente ucranianos. La influencia de Rusia en el área, inicialmente pequeña, fue creciendo lentamente hasta el siglo XVIII en las series de guerras ruso-turcas con las que el Imperio ruso se anexionó el territorio.
Los tártaros de Crimea eran sunnitas y el muftí era la más importante figura religiosa. Todas las comunidades eran lideradas y represenatas ante las demás por los imanes locales.
El Janato de Crimea tenía por capital Bajchisarái. En el siglo XVIII, cuando fue conquistado por Rusia, había por lo menos dieciocho mezquitas en la capital y varias madrasas. El Imperio ruso empezó a perseguir a la población musulmana, de modo que 160.000 tártaros fueron obligados a dejar Crimea.
Entre los musulmanes que se quedaron hubo conflictos de ideología entre aquellos que se adherían la forma conservadora de religión, los moderados, y aquellos que suscribían la ideología liberal y occidental.

## Los musulmanes ucranianos en elsigloXX
En los tiempos de la Revolución Rusa de 1917, los musulmanes eran una tercera parte de la población de Crimea. Prácticamente todas las ciudades importantes de Crimea tenían una significativa población musulmana.
Los musulmanes de Crimea fueron deportados en masa en 1944 cuando Stalin les acusó de colaboración con la Alemania nazi. Casi 200.000 tártaros de Crimea fueron deportados a Asia central, principalmente a Uzbekistán, además a Kazajistán y varias regiones de la RFSS de Rusia. La principal deportación fue llevada a cabo el 18 de mayo de 1944. Se estima que alrededor del 45% de todos los musulmanes de Crimea murieron entre 1944 y 1945 de enfermedades y hambre. Las propiedades y territorios abandonados por esta población fueron apropiados mayormente por gente de etnia rusa que fueron reasentados por las autoridades soviéticas. Esto provocó un importante cambio demográfico en Ucrania, con un gran impacto en el futuro. Aunque un decreto soviético de 1967 retiró los cargos contra los tártaros de Crimea, el gobierno soviético no hizo nada para facilitar su vuelta a Crimea ni les otorgó reparaciones por las vidas perdidas y las tierras confiscadas. La repatriación de tártaros de Crimea a su hogar original empezó en 1989.

## Musulmanes de Ucrania hoy
Desde la independencia de Ucrania en 1991, cada vez más tártaros de Crimea han vuelto a Crimea. Los musulmanes están divididos en varios grupos étnicos pero la mayoría son de origen tártaro, de un clan particular u otro. También ha habido colonias de refugiados chechenos en Crimea y otras partes de Ucrania, pero la proporción no es muy grande.
Los musulmanes han formado tres estructuras para manejar sus asuntos. Estas son:
- Dirección espiritual de los musulmanes de Ucrania
- Centro espiritual de las comunidades musulmanas
- Dirección espiritual de los musulmanes de Crimea

La mayoría de los musulmanes ucranianos están afiliados a estas organizaciones que les ayudan a llevar la vida diaria islámica y la ucraniana. La mayoría han intentado formar un partido para tener una voz unida en la política, lo que se podría llamar un Congreso Musulmán, pero hasta el momento esto no se ha conseguido. Se han formado varias organizaciones de caridad para ayudar tanto a musulmanes como a los que no lo son. Estas incluyen principalmente la Fundación CAAR, Al-Bushra, y Vida después de Chernóbil. También cabe destacar la Asociación Interregional de Organizaciones Públicas (Arraid), que a menudo recibe la atención mundial debido a su dedicación.

## Estadísticas
Según las últimas encuestas, en Ucrania viven entre 1 y 2 millones de musulmanes. En Crimea, representan el 15% de la población.
La mayoría de los musulmanes en Ucrania son tártaros de Crimea (pueblo indígena de Ucrania), así como turcos, azerbaiyanos, árabes, uzbekos y afganos. También hay una pequeña parte de ucranianos que se convirtieron al Islam.
En 2021 se inició la construcción de una mezquita catedral en la ciudad de Odesa. La mezquita albergará a más de mil creyentes. Se parecerá a la mezquita Al-Masjid al-Nabawi en Medina en su forma arquitectónica.

## Galería

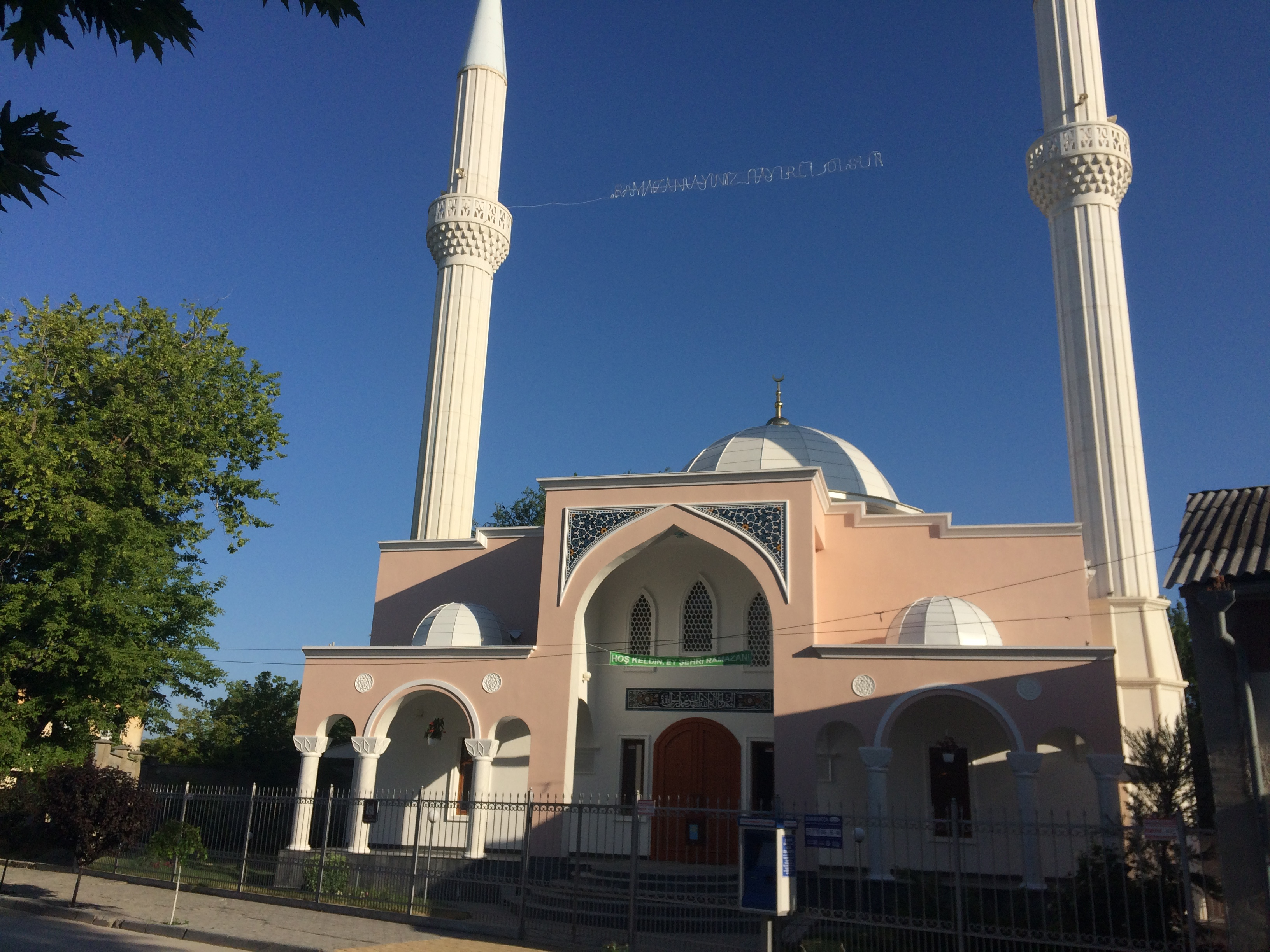
Mezquita catedral en la ciudad de Biloghirsk, Crimea
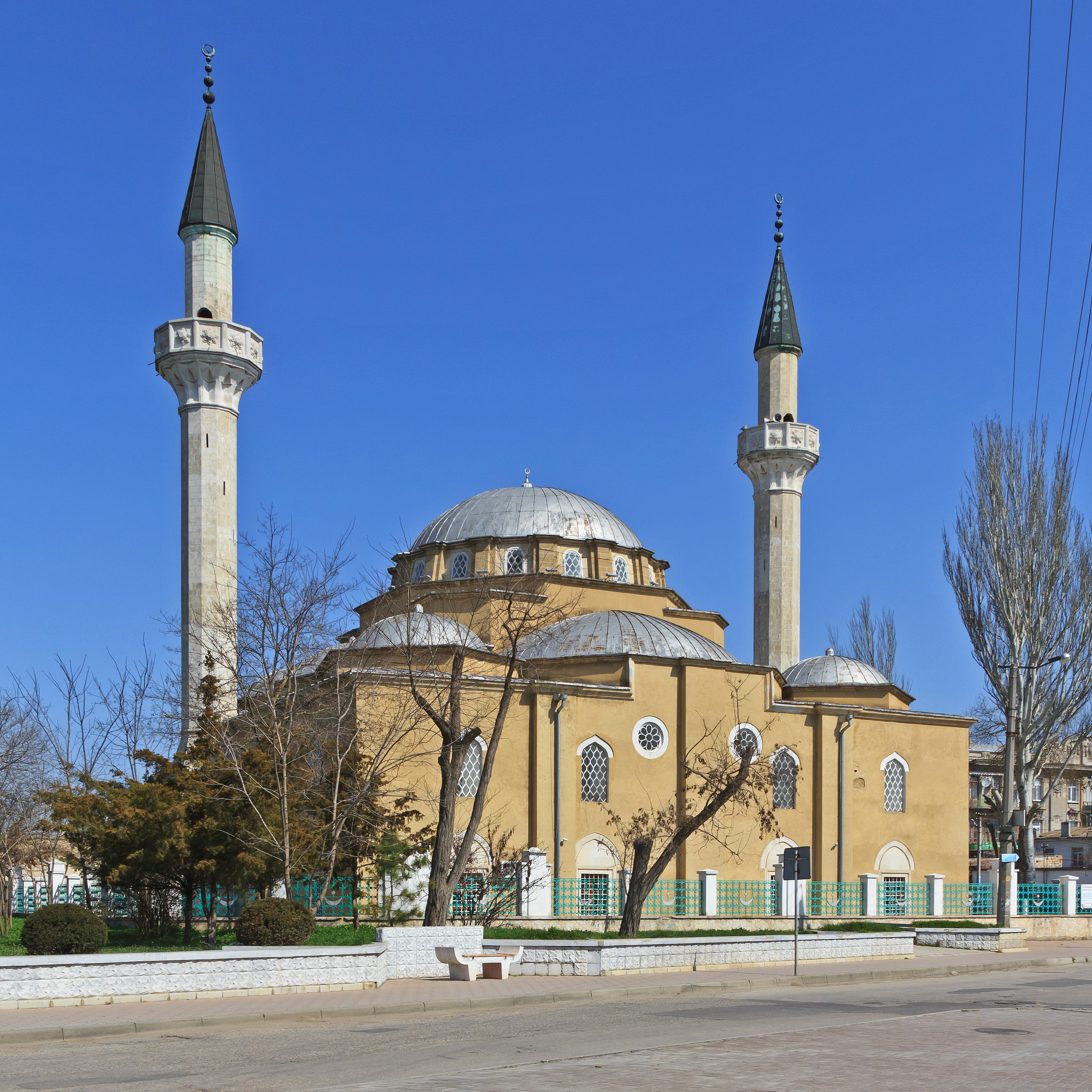
Juma Jami en la ciudad de Eupatoria
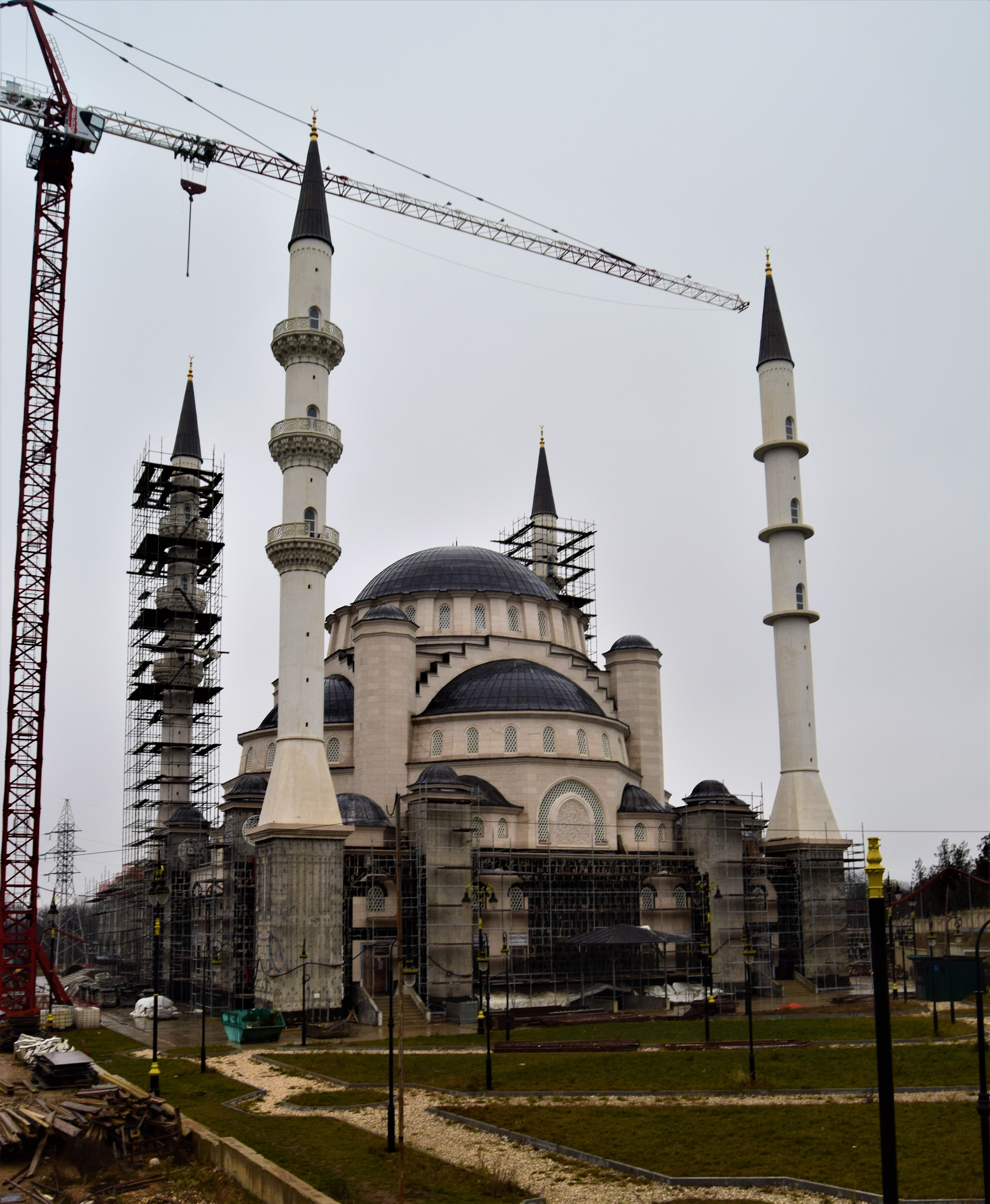
Mezquita Catedral de Simferopol
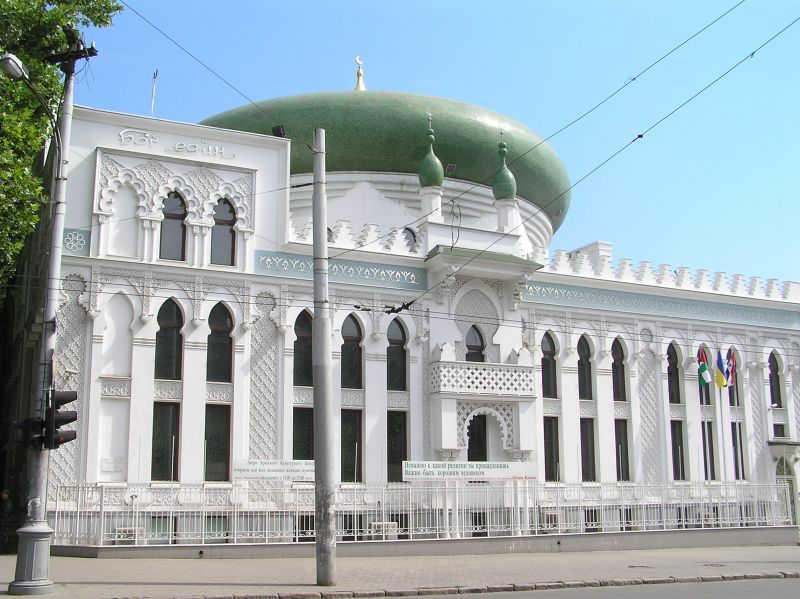
Centro cultural árabe en la ciudad de Odesa

## Musulmanes destacados de Ucrania
- Mustafa Dzhemilev es una figura política y pública de Ucrania de origen tártaro de Crimea, uno de los líderes del movimiento nacional tártaro de Crimea, diputado del pueblo de Ucrania.
- Refat Chubarov es un político y figura pública tártaro de Crimea ucraniano. Jefe del Mejlis del pueblo tártaro de Crimea.
- Akhtem Seitablaev es un actor y director ucraniano de origen tártaro de Crimea.
- Jamala es una cantante ucraniana de origen tártaro de Crimea, Artista del Pueblo de Ucrania.
- Ahmed Tamim - mufti de la Administración Espiritual de los Musulmanes de Ucrania.
- Ayder Rustemov - mufti de la Administración Espiritual de los Musulmanes de Crimea.
- Rinat Akhmetov es un oligarca ucraniano.